# 더블베드 소동
"더블베드 소동"은 한국에서 제작된 김정용 감독의 1988년 영화이다. 한운경 등이 주연으로 출연하였고 연제현 등이 제작에 참여하였다.

## 출연

### 주연
- 한운경
- 정진화

## 기타
- 조명: 한덕후